# Mulsantina cyathigera
Mulsantina cyathigera är en skalbaggsart som först beskrevs av Henry Stephen Gorham 1891.  Mulsantina cyathigera ingår i släktet Mulsantina och familjen nyckelpigor. Inga underarter finns listade i Catalogue of Life.